# 稻荷町站 (東京都)
稻荷町站（日语：／ Inarichō eki */?）是位於日本東京都台東區東上野三丁目，屬於東京地下鐵銀座線的鐵路車站。車站編號是G 17。

## 歷史
- 1927年（大正14年）12月30日：東京地下鐵道上野至淺草間開通時開業。
- 1941年（昭和16年）9月1日：東京地下鐵道、路線轉讓與帝都高速度交通營團（營團地下鐵）。
- 2003年（平成15年）2月：成為業務委託站。
- 2004年（平成16年）4月1日：營團地下鐵民營化。銀座線由東京地下鐵繼承。
- 2015年（平成27年）6月17日：引入發車音樂[2]。
- 2017年（平成29年）
  - 6月3日：1號月台設置月台閘門。
  - 6月4日：2號月台設置月台閘門。

### 站名由來
以設站當時的所在地下谷區南稻荷町命名。南稻荷町的「稻荷」源自下谷神社。
1964年（昭和39年）10月1日實施住居表示，町名改為現在的東上野三丁目，但站名仍維持「稻荷町」至今。

## 車站構造
相對式2面2線月台的地下車站。
本站改札内外均无换向通道，因此进站前请注意列车行驶方向。1、2号出口连接1号月台，而3号出口连接2号月台，两月台均设有无障碍电梯通往地面。

### 月台配置
| 月台 | 路線   | 目的地               |
| ---- | ------ | -------------------- |
| 1    | 銀座線 | 上野、銀座、澀谷方向 |
| 2    | 銀座線 | 田原町、淺草方向     |

（來源：東京地下鐵:構內圖 （页面存档备份，存于））

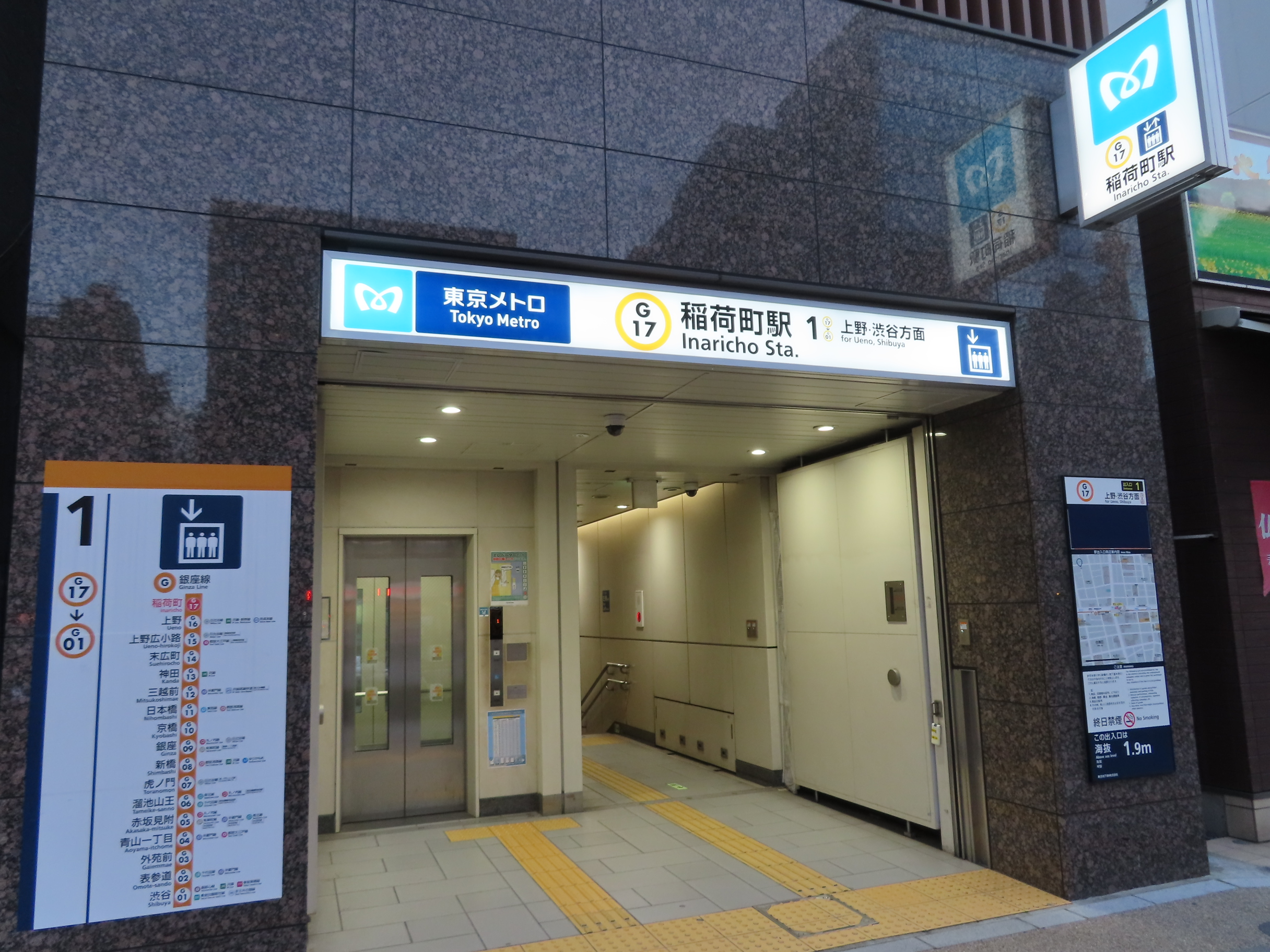
1號出入口（2024年5月）
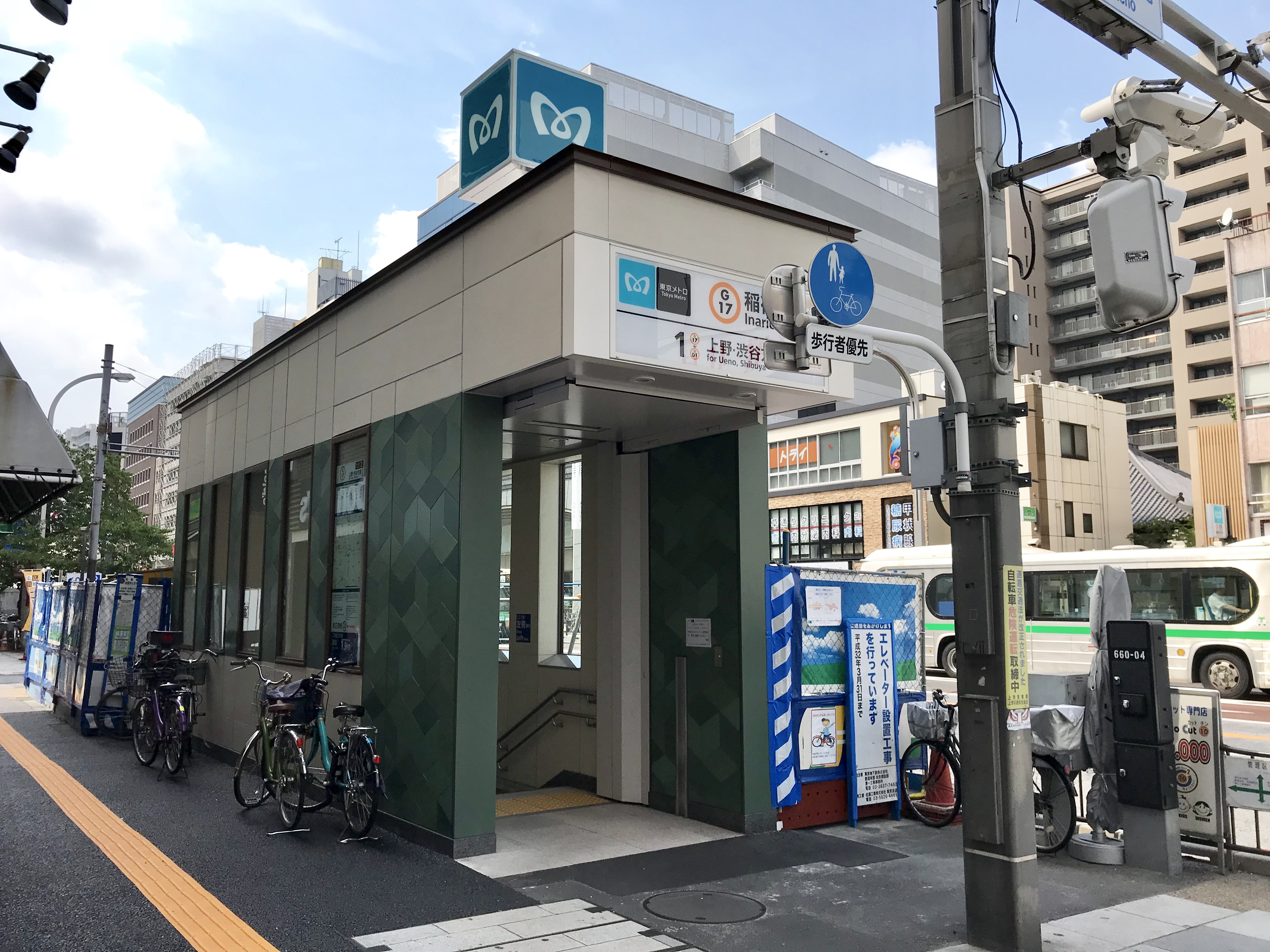
2號出入口（2018年8月11日）
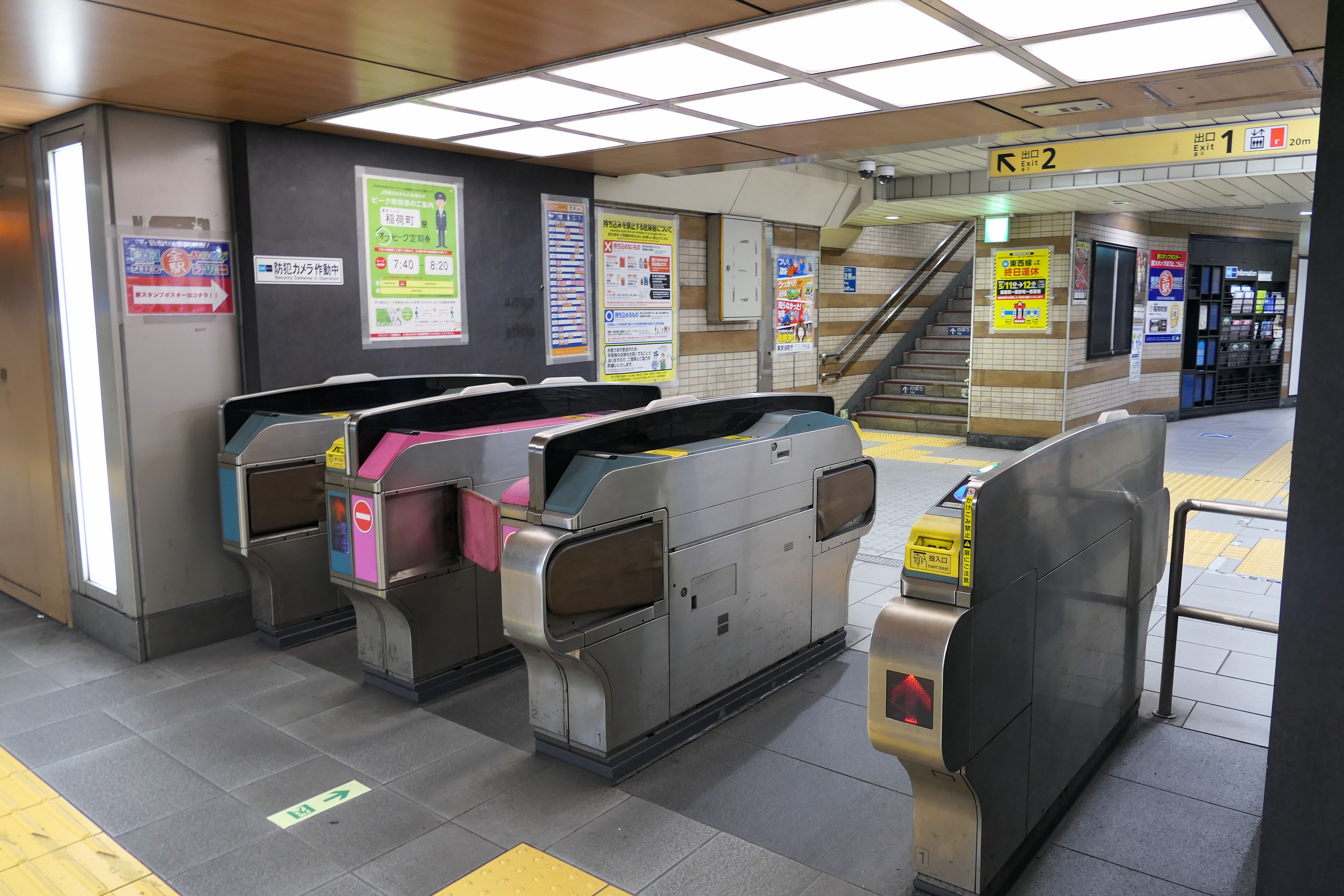
1號月台檢票口（2023年11月）
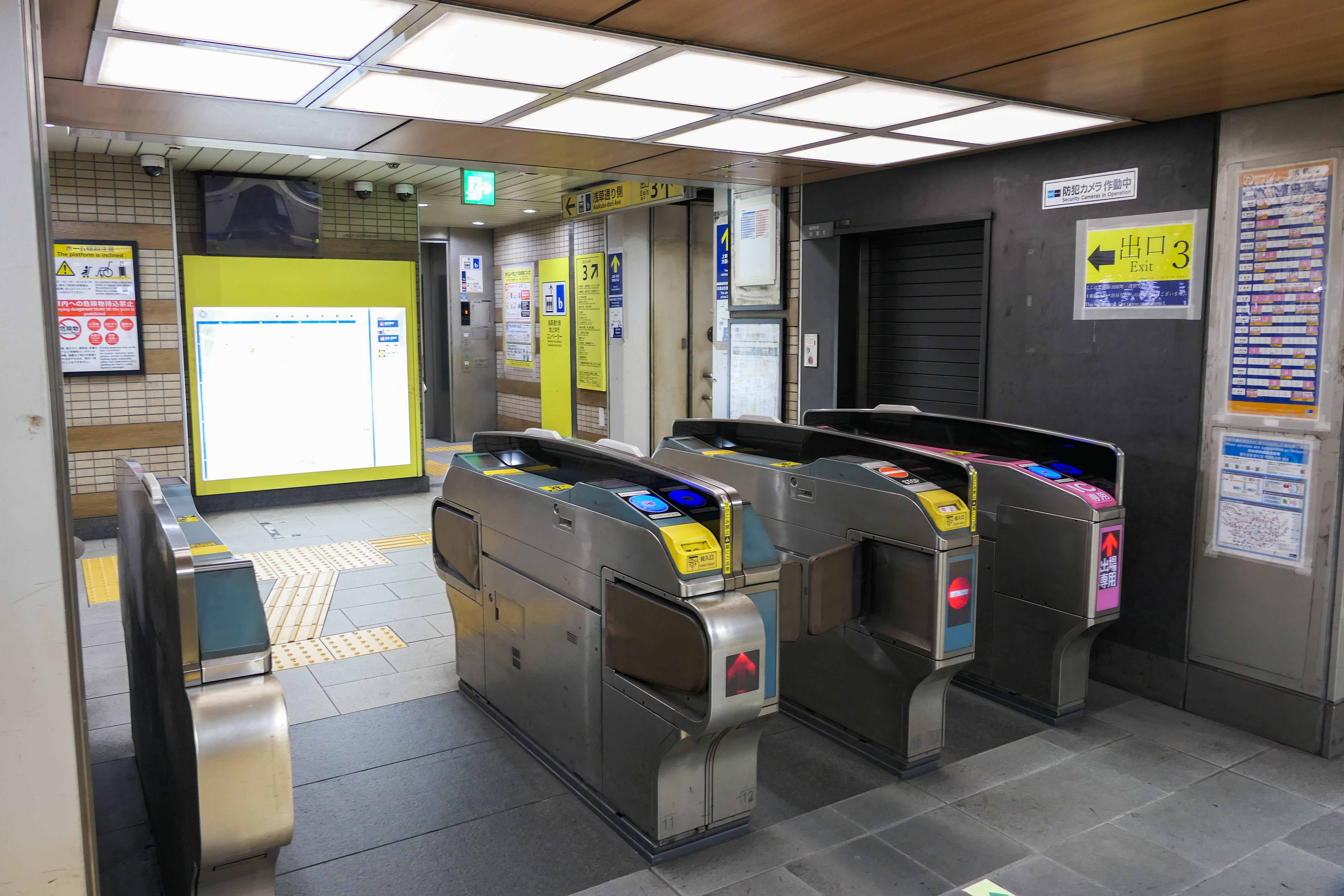
2號月台檢票口（2023年11月）
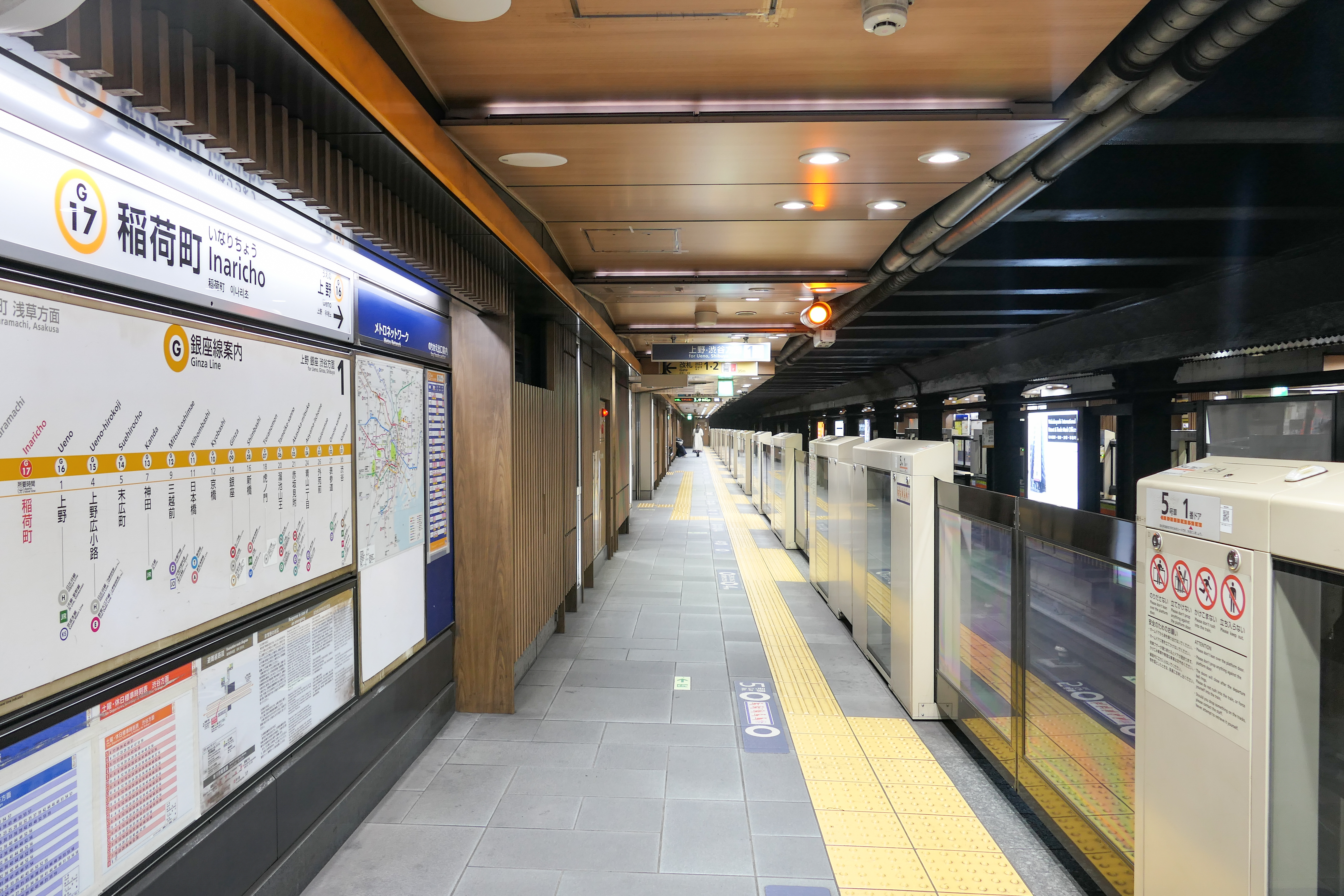
1號月台（2023年11月）
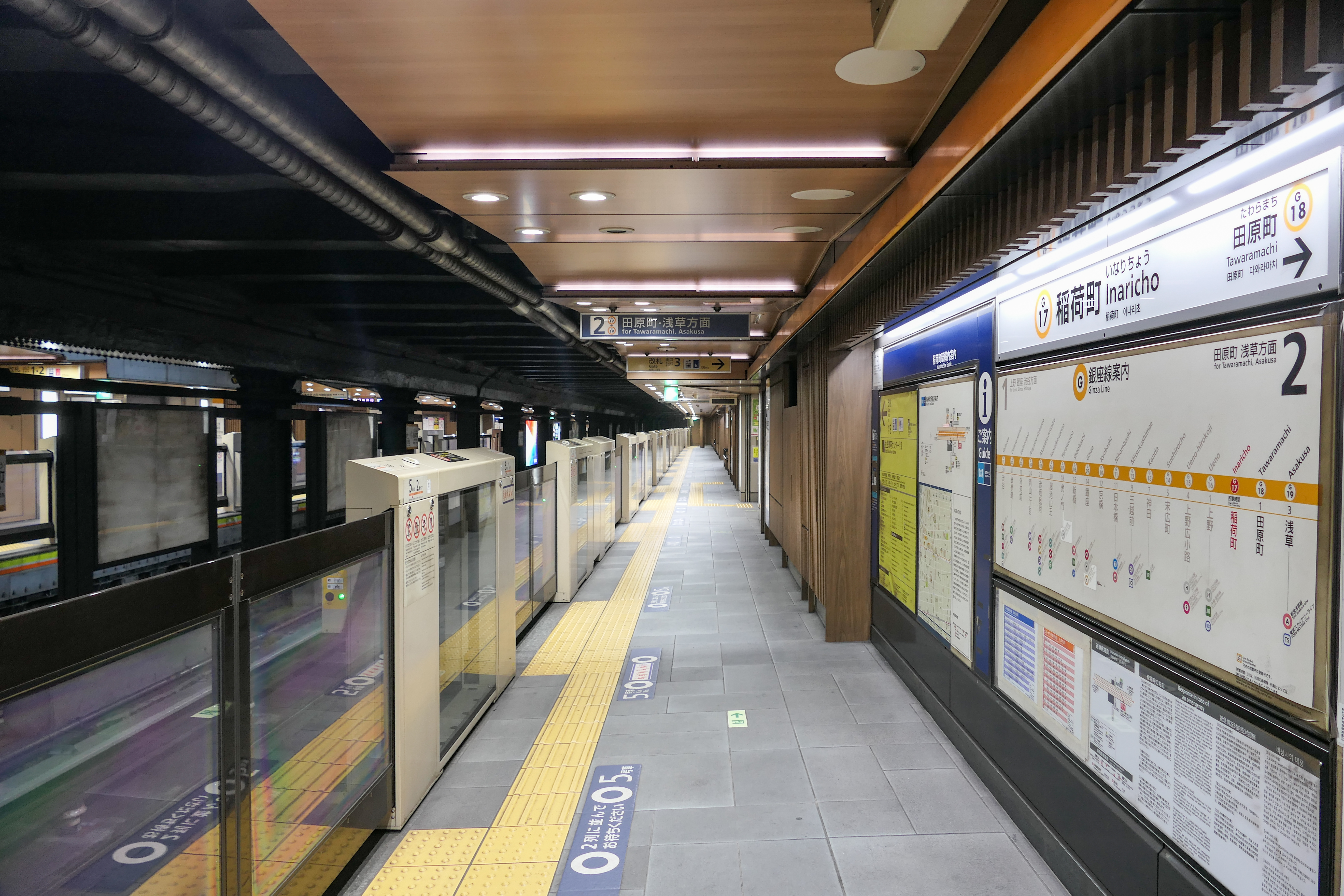
2號月台（2023年11月）

## 利用狀況
2017年度1日平均上下車人次為17,294人。是銀座線中使用人數最低的車站。
近年1日平均上下車、上車人次變化如下表。
| 年度               | 1日平均 上下車人次 | 1日平均 上車人次 | 來源     |
| ------------------ | ------------------ | ---------------- | -------- |
| 1992年（平成04年） |                    | 7,973            | [ * 1 ]  |
| 1993年（平成05年） |                    | 8,408            | [ * 2 ]  |
| 1994年（平成06年） |                    | 8,542            | [ * 3 ]  |
| 1995年（平成07年） |                    | 8,388            | [ * 4 ]  |
| 1996年（平成08年） |                    | 8,255            | [ * 5 ]  |
| 1997年（平成09年） |                    | 7,953            | [ * 6 ]  |
| 1998年（平成10年） |                    | 7,893            | [ * 7 ]  |
| 1999年（平成11年） |                    | 7,423            | [ * 8 ]  |
| 2000年（平成12年） |                    | 7,616            | [ * 9 ]  |
| 2001年（平成13年） |                    | 7,364            | [ * 10 ] |
| 2002年（平成14年） |                    | 7,145            | [ * 11 ] |
| 2003年（平成15年） | 14,977             | 7,189            | [ * 12 ] |
| 2004年（平成16年） | 13,910             | 6,879            | [ * 13 ] |
| 2005年（平成17年） | 14,068             | 6,975            | [ * 14 ] |
| 2006年（平成18年） | 14,222             | 7,148            | [ * 15 ] |
| 2007年（平成19年） | 14,439             | 7,210            | [ * 16 ] |
| 2008年（平成20年） | 14,130             | 7,060            | [ * 17 ] |
| 2009年（平成21年） | 13,817             | 6,932            | [ * 18 ] |
| 2010年（平成22年） | 14,074             | 7,005            | [ * 19 ] |
| 2011年（平成23年） | 13,904             | 6,951            | [ * 20 ] |
| 2012年（平成24年） | 14,328             | 7,159            | [ * 21 ] |
| 2013年（平成25年） | 14,831             | 7,419            | [ * 22 ] |
| 2014年（平成26年） | 15,257             | 7,627            | [ * 23 ] |
| 2015年（平成27年） | 15,941             | 7,956            | [ * 24 ] |
| 2016年（平成28年） | 16,620             | 8,268            | [ * 25 ] |
| 2017年（平成29年） | 17,294             |                  |          |

## 車站周邊
車站位於清洲橋通與淺草通交界。
- 上野檢車區（日语：上野検車区）
- 神佛具問屋街（本站往田原町站方向）
- 下谷神社
- 台東區役所（日语：台東区役所）本廳舍
- 台東區役所東上野地區中心
- 上野消防署
- 下谷神社前郵便局
- 東上野六郵便局
- 東京都立白鷗高等學校（日语：東京都立白鴎高等学校）
- 淺草通
- 清洲橋通（日语：清洲橋通り）
- 同潤會上野下公寓

### 巴士路線
最近的巴士站是淺草通上的東上野六丁目。以下路線由東京都交通局運行。
- 上23：往平井站 / 往上野松坂屋
- 上46：往南千住站東口、南千住車庫 / 往上野松坂屋
- 草39：往金町站 / 往上野松坂屋（僅平日白天）

## 相鄰車站
東京地下鐵
 銀座線
上野（G 16）－稻荷町（G 17）－田原町（G 18）

### 來源
1. ↑  東京都統計年鑑（平成4年）
2. ↑  東京都統計年鑑（平成5年）
3. ↑  東京都統計年鑑（平成6年）
4. ↑  東京都統計年鑑（平成7年）
5. ↑  東京都統計年鑑（平成8年）
6. ↑  .   [2016-07-30]. （原始内容存档于2016-03-04）.
7. ↑  東京都統計年鑑（平成10年）PDF
8. ↑  東京都統計年鑑（平成11年）PDF
9. ↑  .   [2016-07-30]. （原始内容存档于2016-03-04）.
10. ↑  .   [2016-07-30]. （原始内容存档于2016-03-04）.
11. ↑  .   [2016-07-30]. （原始内容存档于2017-07-29）.
12. ↑  .   [2016-07-30]. （原始内容存档于2017-07-29）.
13. ↑  .   [2016-07-30]. （原始内容存档于2017-07-29）.
14. ↑  .   [2016-07-30]. （原始内容存档于2017-07-29）.
15. ↑  .   [2016-07-30]. （原始内容存档于2017-07-29）.
16. ↑  .   [2016-07-30]. （原始内容存档于2017-07-29）.
17. ↑  .   [2016-07-30]. （原始内容存档于2017-07-29）.
18. ↑  東京都統計年鑑（平成21年）
19. ↑  東京都統計年鑑（平成22年）
20. ↑  東京都統計年鑑（平成23年）
21. ↑  東京都統計年鑑（平成24年）
22. ↑  東京都統計年鑑（平成25年）
23. ↑  .   [2019-01-05]. （原始内容存档于2017-07-30）.
24. ↑  .   [2019-01-05]. （原始内容存档于2018-11-09）.
25. ↑  .   [2019-01-05]. （原始内容存档于2019-05-02）.

## 外部連結
- 稻荷町/G17 | 路線・車站資訊 | 東京地下鐵